# Gryon
Gryon je obec na jihozápadě Švýcarska, v okrese Aigle v kantonu Vaud. Žije zde přibližně 1 300 obyvatel.

## Geografie

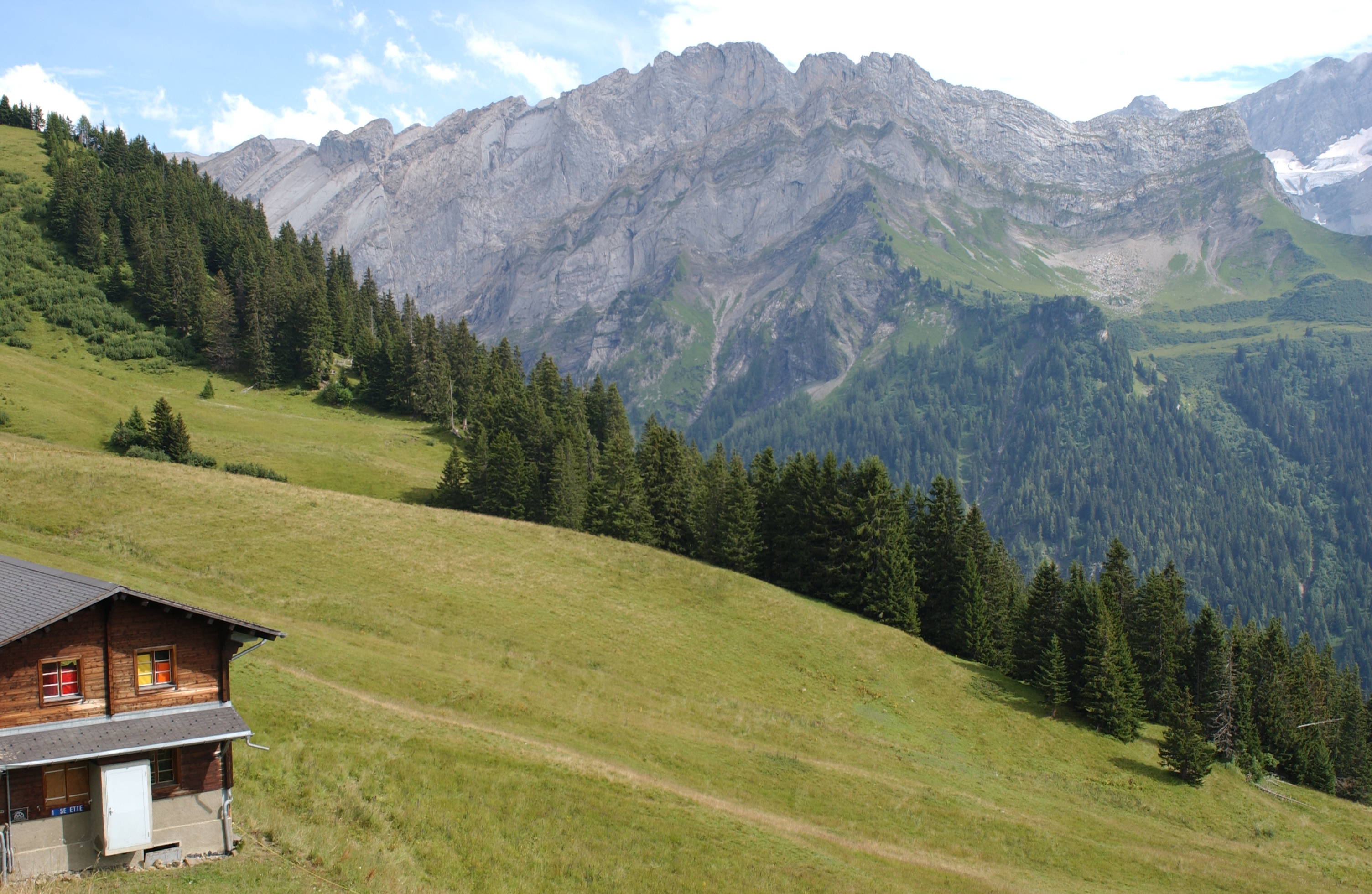
La Barboleusaz

Gryon leží v nadmořské výšce 1114 m, vzdušnou čarou 9 km jihovýchodně od okresního města Aigle. Vesnice se rozkládá na jižním svahu vysoko nad údolím Avançonu, západně od masivu Diablerets, v panoramatické poloze asi 700 metrů nad rovinou Rhôny.
Území obce o rozloze 15,2 km² pokrývá část Vaudských Alp. Oblast je z větší části ohraničena na jihu tokem říčky Avançon a na severu potokem Gryonne. Mezi nimi se zvedá hřeben Gryon, který na náhorní plošině Plan Sépey dosahuje výšky 1246 metrů nad mořem. Tento hřeben pokračuje na východ přes La Barboleusaz a Les Chaux ke skalnatému hřebeni s vrcholy Le Coin (2229 m n. m.) a Pointes de Châtillon (2368 m n. m.). Na západním svahu Culanu, který je již součástí masivu Diablerets, se nachází nejvyšší bod Gryonu ve výšce 2620 m n. m. Na západním svahu se nachází hora Culan, která je již součástí masivu Diablerets. Na severním úpatí tohoto hřebene leží v pramenné oblasti Gryonnu alpská oblast Taveyanne. V roce 1997 bylo 10 % rozlohy obce pokryto zastavěnou plochou, 51 % lesy a lesními porosty, 30 % zemědělstvím a necelých 9 % neproduktivní půdou.
K obci Gryon patří osady Rabou (1130 m n. m.) nad údolím Avançonu a La Barboleusaz (1211 m n. m.) na hřebeni mezi Gryonne a Avançonem, rozsáhlé rekreační osady v oblasti Les Frasses, vysokohorská osada Taveyanne (1647 m n. m.) a několik jednotlivých farem. Sousedními obcemi Gryonu jsou Bex, Ollon a Ormont-Dessus.

## Historie

Letecký pohled (1964)

První písemná zmínka o obci pochází z roku 1189 a nese název Griuns; až do roku 1867 se používal také pravopis Grion. Před rokem 1189 patřil Gryon k území Bexu, ale poté se dostal do majetku opatství Saint-Maurice díky daru Petra von Griuns.
S dobytím panství Aigle Bernem v roce 1476 přešel Gryon pod správu panství Aigle. Vesnice si však zachovala zvláštní postavení, protože soudní práva zůstalo Saint-Maurice. V roce 1539 byla v Gryonu zavedena reformace. Od 17. století docházelo k opakovaným sporům s městem Bex, kterému Bern udělil právo využívat gryonské lesy k provozu solných dolů. Dne 19. července 1719 zničil požár řadu domů.
Po pádu Staré konfederace patřil Gryon v letech 1798–1803 v období helvétského soustátí ke kantonu Léman, který byl poté, když vstoupila v platnost Ústava o zprostředkování, sloučen s kantonem Vaud. V roce 1798 byl přiřazen k okresu Aigle.
Ve druhé polovině 19. století zažil Gryon hospodářský rozmach. Díky lepšímu dopravnímu spojení (silnice a ozubnicová železnice) se obec rozvinula v letovisko. V letech 1871–1876 zde pobýval básník Juste Olivier.

## Obyvatelstvo
| Vývoj počtu obyvatel | Vývoj počtu obyvatel | Vývoj počtu obyvatel | Vývoj počtu obyvatel | Vývoj počtu obyvatel | Vývoj počtu obyvatel | Vývoj počtu obyvatel | Vývoj počtu obyvatel | Vývoj počtu obyvatel | Vývoj počtu obyvatel | Vývoj počtu obyvatel | Vývoj počtu obyvatel | Vývoj počtu obyvatel | Vývoj počtu obyvatel | Vývoj počtu obyvatel | Vývoj počtu obyvatel | Vývoj počtu obyvatel |
| -------------------- | -------------------- | -------------------- | -------------------- | -------------------- | -------------------- | -------------------- | -------------------- | -------------------- | -------------------- | -------------------- | -------------------- | -------------------- | -------------------- | -------------------- | -------------------- | -------------------- |
| Rok                  | 1850                 | 1860                 | 1870                 | 1880                 | 1888                 | 1900                 | 1910                 | 1920                 | 1930                 | 1941                 | 1950                 | 1960                 | 1970                 | 1980                 | 1990                 | 2000                 |
| Počet obyvatel       | 403                  | 388                  | 404                  | 445                  | 449                  | 480                  | 545                  | 548                  | 563                  | 569                  | 697                  | 706                  | 752                  | 827                  | 995                  | 993                  |

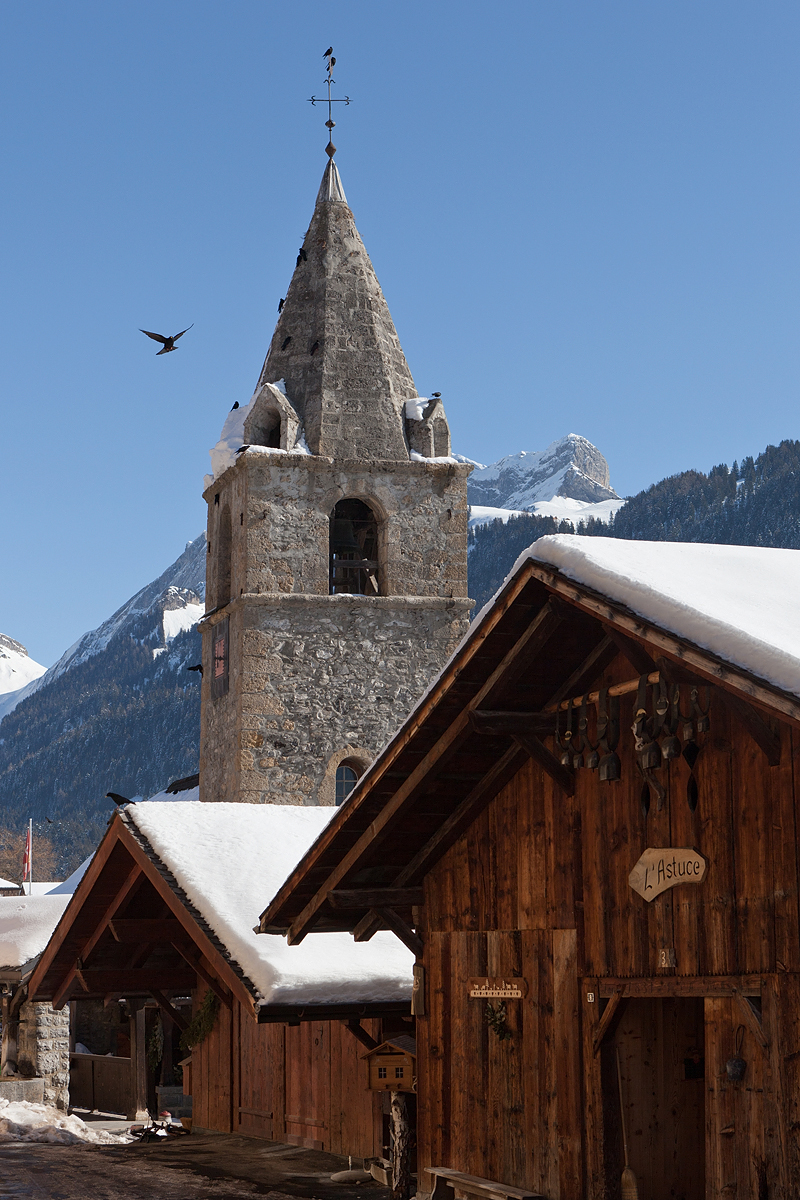
Kostel

Z celkového počtu obyvatel je 87,6 % francouzsky mluvících, 4,0 % německy mluvících a 3,2 % anglicky mluvících (stav k roku 2000). V průběhu 20. století počet obyvatel neustále rostl, zejména po 2. světové válce, kdy se obec stala rekreačním střediskem.

## Hospodářství a turismus
Až do druhé poloviny 19. století byl Gryon vesnicí, která se zabývala především zemědělstvím. Po roce 1875, kdy byla otevřena silnice z údolí Rhôny do Gryonu, se obec začala rozvíjet jako turistické středisko.
V současnosti hrají mlékárenství, chov dobytka a lesnictví ve struktuře zaměstnanosti obyvatelstva jen malou roli. Další pracovní místa jsou k dispozici v malých místních podnicích a především v sektoru služeb. V údolí Avançon se od roku 1895 nachází elektrárna La Peuffeyre, kterou provozuje společnost Forces Motrices de l’Avançon.
Kromě zboží každodenní potřeby se průmysl v Gryonu zaměřuje především na cestovní ruch. Spolu se sousední obcí Villars-sur-Ollon se Gryon stal významným turistickým střediskem s letní i zimní turistikou. Zejména od 80. let 20. století bylo v oblasti La Barboleusaz vybudováno moderní turistické centrum a četné hotely, rekreační kolonie a víkendové domy. Výšiny La Chaux jsou obsluhovány horskou železnicí. V zimě je v provozu řada lyžařských vleků, které umožňují přístup i do lyžařské oblasti Villars-sur-Ollon.
Díky své atraktivní poloze se obec v posledních desetiletích rozvinula také v rezidenční obec. Mnoho zaměstnanců dojíždí za prací do větších obcí v údolí Rhôny.

## Doprava

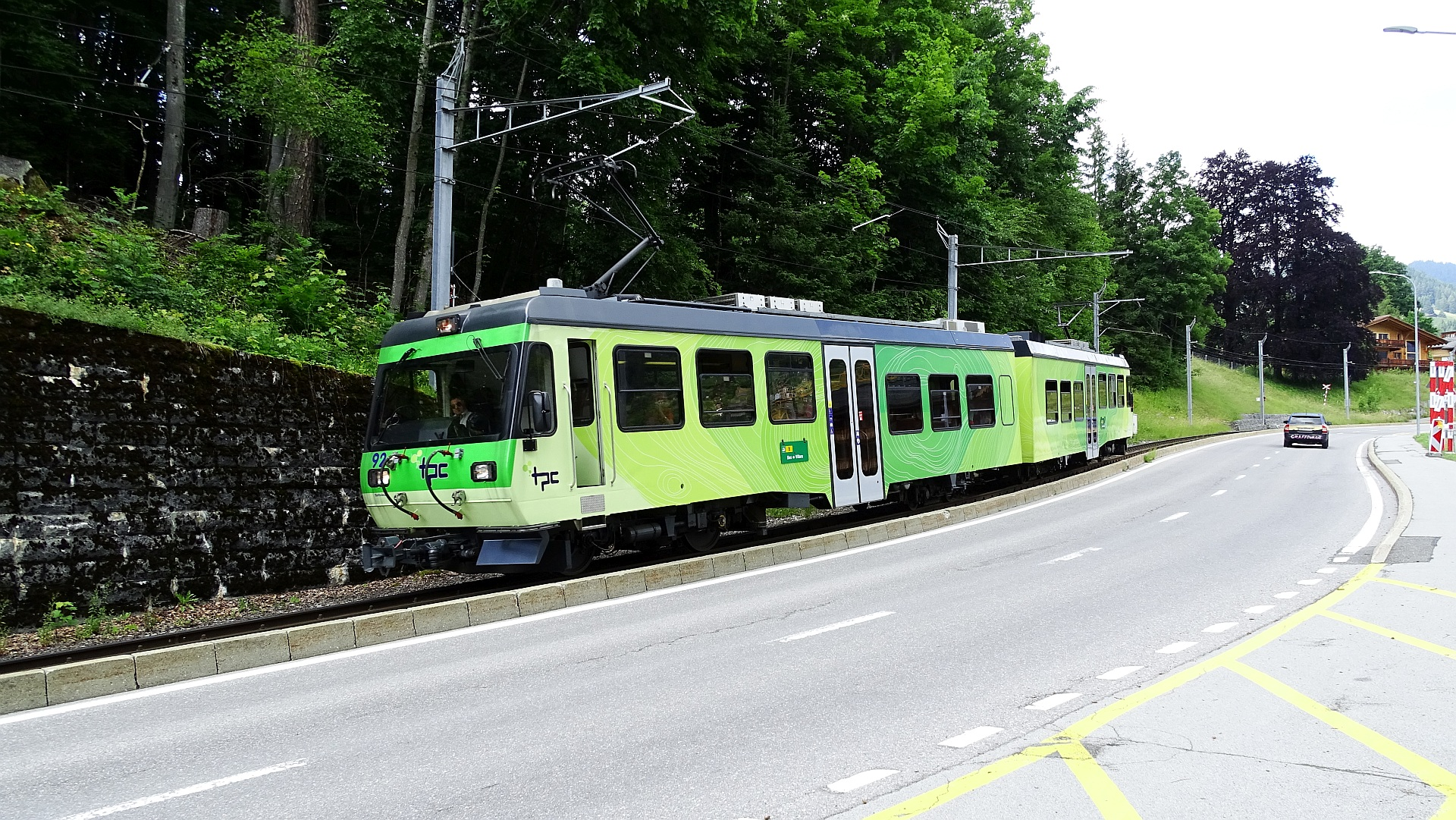
Vlak na trati BVB do Gryonu

Obec se nachází mimo hlavní dopravní tepny na spojovací silnici z Bex do Villars-sur-Ollon. Obec je napojena na síť veřejné dopravy ozubnicovou železnicí Chemin de fer Bex–Villars–Bretaye (BVB), která jezdí z Bex do Gryonu od 4. června 1900 (pokračování do Villars-sur-Ollon bylo zprovozněno 10. června 1901). Trať nyní provozuje společnost Transports Publics du Chablais.